# Demjén
Demjén is een plaats (község) en gemeente in het Hongaarse comitaat Heves. Demjén telt 660 inwoners (2002).